# 퀸투스 안토니우스 이사우리쿠스
퀸투스 안토니우스 이사우리쿠스(Quintus Antonius Isauricus)는 하드리아누스 시기인 서기 130년대 기간 브리타니아에서 빅트릭스 제6군단을 지휘한 로마의 군단장이다. 그는 이후에 안토니누스 피우스 시기인 140년 5월에 루키우스 아일리우스 플라쿠스를 동료 집정관으로 한 보좌 집정관으로 복무한 것이 확인됐다.

## 생애
앤서니 벌리는 이사우리쿠스의 이름과 그의 가문으로 추정되는 것에 대해 몇 차례 발언을 했었다. 벌리는 퀸투스 안토니누스 씨족이 로마 제국의 모든 영역에서 흔하지 않은 이들이었고, 원로원 의원 단 한 명만이 알려진 것이 전부였다고 언급했다. '이사우리쿠스'라는 '코크노멘'은 로마 공화정 말의 두 집정관인 푸블리우스 세르빌리우스 바티아 이사우리쿠스 (기원전 79년의 집정관)와 그의 아들이자 기원전 48년과 41년 두 번에 걸쳐 집정관에 오른 푸블리우스 세르빌리우스 바티아 이사리우리쿠스 등을 연상시키며 이들의 후손들은 서기 2세기까지 추정하는 것이 가능했다. 벌리는 안토니우스 이사우리쿠스가 이 공화정 시대 집정관들의 여식들을 통한 후손이었을 것으로 추정한다.
퀸투스 안토니누스 이사우리쿠스는 에보라쿰 (요크)의 한 금석문에서 언급된다. 이 금석문은 그의 아내 소시아 윤키나에게 헌정된 것으로, 벌리는 그녀가 99년과 107년에 집정관을 지낸 퀸투스 소시우스 세네키오라는 또 다른 집정관과 관련이 있을 것이라 추측했다. '파스티 페리아룸 라티나룸'의 한 구절과 한 로마의 군사 증명서 등은 그의 집정관직 증거를 제공하고 있다.

## 요크의 금석문

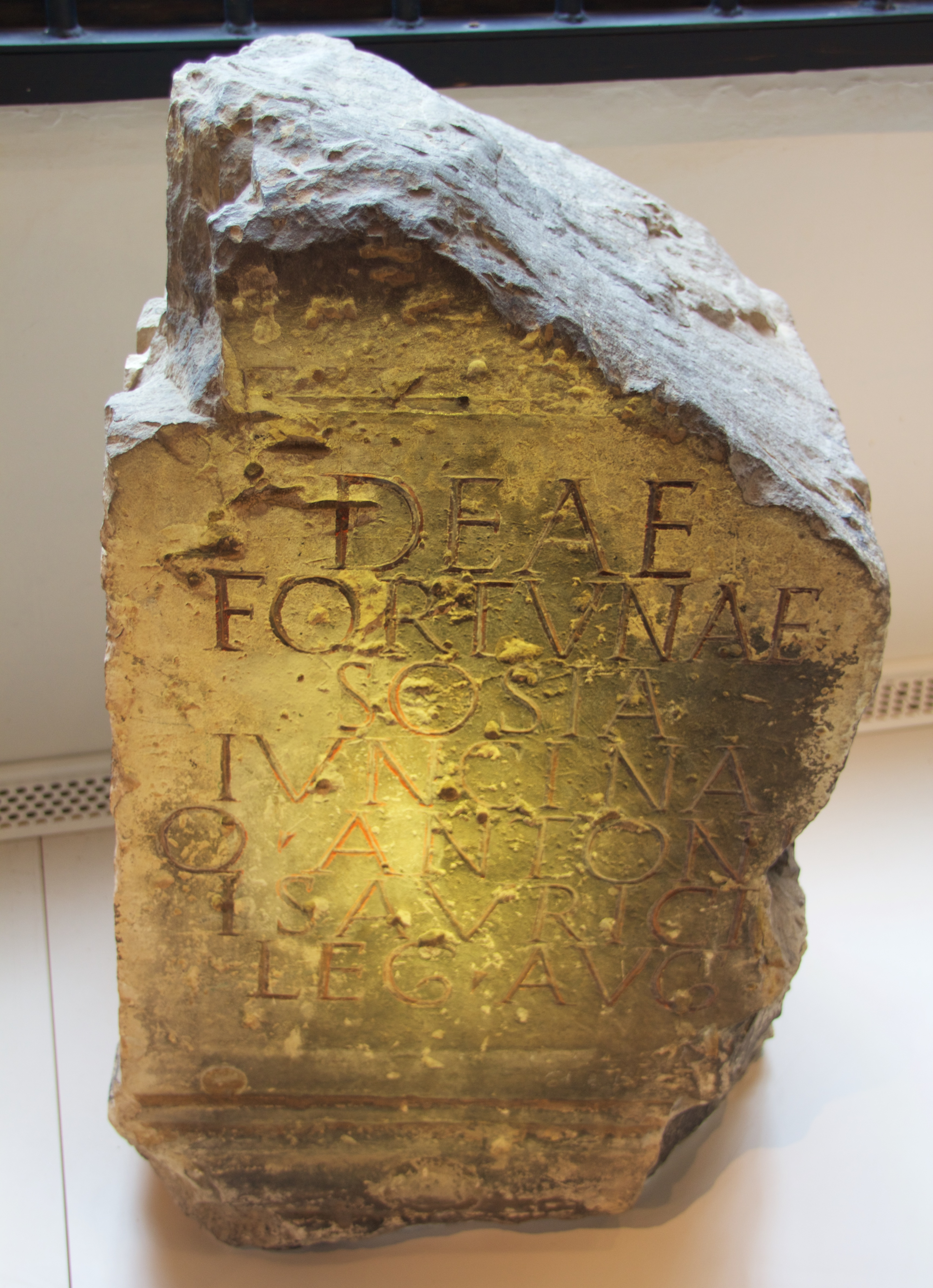
요크셔 박물관에서 모습

이사우리쿠스를 언급한 금석문은 그의 아내 소시아 윤키나가 포르투나에게 봉헌한 제단이다. 1839년에 옛 요크역 터에서 발견되었고, 인근의 로마 욕장과 관련되어 있다. 포르투나 여신에 대한 봉헌은 보통 욕장과 관련한 것들이었다. 크기 71 x 40 x 38 cm의 이 금석문은 석회석으로 만들어졌고, 글씨 일곱 줄이 새겨져 있다.
이 금석문은 다음과 같이 새겨져 있다: DEAE / FORTUNAE / SOSIA / IUNCINA / Q(uinti) ANTONI / ISAURICI / LEG(ati) AUG(usti)
포르투나 여신께, 황제의 군단장인 퀸투누스 안토니우스 이사우리쿠스의 아내 소시아 윤키나가 이것을 만들었다.